# Куликова Марія Григорівна
Марія Григорівна Куликова (рос. Куликова, Мария Григорьевна; нар. 4 серпня 1977, Москва) — російська акторка театру та кіно.

## Життєпис
Марія Куликова народилася 4 серпня 1977 року в Москві. Бабуся Марії довгий час очолювала вокальний факультет у Російській академії музики імені Гнесіних. Батько був професійним басом, пропрацював на Держтелерадіо СРСР. Мати Марії працювала у Московському автомобільно-дорожньому державному технічному університеті.
У ранньому віці Марія Куликова навчалася у музичній школі, клас фортепіано. Але вона не виявляла особливого інтересу до музики. Тому 10-річною батьки віддали Марію в театральну студію.
Після закінчення школи Марія вступила на юрфак МДУ. Але під час навчання зрозуміла, що помилилася з вибором професії, тому подала документи на відрахування.
Потайки від батьків вступила до Вищого театрального училища імені Б. В. Щукіна (курс Є. В. Князева). У 1998 році закінчила училище.
З 1998 року по 2011 рік — акторка Московського академічного театру сатири.
З 2016 співпрацює з «Незалежним Театральним Проектом».
У лютому 2003 року брала участь, разом із чоловіком Денисом Матросовим, в унікальному проєкті відомого німецького диригента Герда Альбрехта. Це концертний варіант «Євгенія Онєгіна» з музикою Сергія Прокоф'єва, яку композитор написав ще в 1936 році для вистави Олександра Таїрова.
Знялася в низці фільмів українського виробництва.

## Особисте життя
Марія Куликова була одружена з Денисом Матросовим. 22 серпня 2011 року народила сина Івана.
З середини 2014 року в пресі стали з'являтися заяви про швидке розлучення подружжя.
26 січня 2015 року пара офіційно розлучилася, за згодою сторін. Причиною розлучення, яке ініціюала Марія, стала подружня зрада Дениса.

## Театральні роботи
- «Нам усе ще смішно» — Провідна
- «Ані сантима менше!» — Вільде
- «Вісім люблячих жінок» — Сюзон
- «Ідеальний чоловік» — Мейбл Чилтерн
- «Тригрошова опера» — Люсі
- «Секретарки» — Секретарка, мюзикл
- «Час і сім'я Конвей» — Гейзел Конвей
- «Таланти і шанувальники» — Олександра Негіна

Антрепризи
- «Ханума» — Сона
- «Трамвай Бажання»

Участь у спектаклях Незалежного Театрального Проєкту
- «Ім'я» — Маргарита

## Фільмографія
- 1999 — «Відлюдник» / журналістка
- 1999 — «Поворот ключа» / Олена Рогозіна
- 2000 — «Імперія під ударом»
- 2002 — «Дві долі» / Надія Розанова
- 2003 — «Козеня в молоці» / студентка Люся
- 2004 — «Лісова царівна» / Марія, лісова царівна
- 2004 — «Даша Васильєва. Любителька приватного розшуку-2» / Тамара
- 2004 — «Конвалія срібляста-2» / Ірина Пчолкіна, співачка
- 2005 — «Неділя в жіночій лазні» / Лада, головна роль
- 2005 — «Дві долі 2. Блакитна кров» / Оксана Горленко
- 2005 — «Дві долі-3. Золота клітка» / Оксана
- 2005 — «Новий російський романс» / Альона, дочка Єрмолаєва
- 2006 — «Головний калібр» / Анна, дружина Сергія Городецького
- 2006 — «Моя прекрасна нянька» / Ангеліна Роде (118 серія «Ангел у плоті»)
- 2006 — «Рейки щастя» / Надя, провідниця
- 2006 — «Сестри по крові» / Домініка Нікітіна
- 2007 — «Це було в Гаврилівці» / Катя
- 2007 — «Аферисти» / Юля Некрасова, психологиня
- 2007 — «Вона сказала „Так“» / Таня
- 2007 — «Білка в колесі» / Ірина Бєлкіна, стюардеса
- 2008 — «Дві долі-4. Нове життя» / Оксана Горленко
- 2008 — «Спадщина» / Дарина Михайлівна Короленка, дочка Олени Григорівни
- 2008 — «Політ фантазії» / Аня Бузова
- 2008 — «Дозвольте тебе поцілувати» / Наталія Кисельова, прапорщиця
- 2008 — «Своя правда» / Марина Гусько
- 2008 — «Ухня» / епізод
- 2009 — «Перша спроба» / Лариса, приятелька Мари
- 2009 — «Пропоновані обставини» / Маргарита Сергіївна
- 2009 — «Десантура» / Зоя
- 2009 — «Горобини грона червоні» / Анастасія
- 2009 — «Жінка-зима» / Поліна Мороз
- 2009 — «Доярка з Хацапетівки. Виклик долі» / Катерина Матвєєва / Марго Бланк
- 2010 — «Адвокатеси» / Лариса Серебренникова / Оксана Алашеєва
- 2010 — «З привітом, Козаностра» / Маня
- 2010 — «Я щаслива!» / Наталя Полушкіна
- 2010 — «Допустимі жертви» / Катя
- 2011 — «Літо вовків» / Варвара
- 2011 — «Золоті небеса» / Дарина Віталіївна Лёлікова
- 2011 — «Доярка з Хацапетівки 3» / Катя
- 2011 — «Голубка» / Калерія Подільська
- 2012 — «Дозвольте тебе поцілувати... знову» / Наталія Кисельова, прапорщик
- 2012 — «Це моя собака» / Ірина
- 2012 — «Мріяти не шкідливо» / Марина
- 2013 — «Скліфосовський 2» / Марина Володимирівна Нарочинська, хірург
- 2013 — «Його кохання» / Світлана
- 2013 — «Намисто» / Марина Логінова
- 2013 — «Занадто красива дружина» / Олена
- 2013 — «Парфумерка» / Наталя Павлівна Баранова
- 2013 — «Дозвольте тебе поцілувати... на весіллі» / Наталія Кисельова
- 2013 — «Завдання особливої важливості. Операція „Тайфун“» / Серафима
- 2014 — «Скліфосовський 3» / Марина Володимирівна Нарочинська, хірург
- 2014 — «Піти, аби повернутися» / Катя
- 2014 — «Чоловік на годину» / Карина
- 2014 — «Куди зникає кохання» / Наталя
- 2014 — «Коли настане світанок» / Софія
- 2014 — «Заїжджий молодець» / Лариса
- 2014 — «Дозволь тебе поцілувати... батьку нареченої» / Наталія Власова
- 2014 — «Пізні квіти» / Віра
- 2015 — «Скліфосовський 4» / Марина Володимирівна Нарочинська (Брагіна)
- 2015 — «Теорія неймовірності» / Ірина
- 2015 — «Два плюс два» / Олександра
- 2015 — «Шукаю чоловіка» / Ірина Комарова
- 2016 — «Осине гніздо» / Кіра Мальцева
- 2016 — «Скліфосовський. Реанімація» / Марина Володимирівна Нарочинська
- 2016 — «Три дороги» / Валерія
- 2016 — «Перли» / Ганна Василівна
- 2016 — «Від першого до останнього слова» / Тетяна Краснова
- 2016 — «Парфумерка-2» / Наталя Павлівна Баранова
- 2017 — «Парфумерка-3» / Наталя Павлівна Баранова
- 2017 — «Скліфосовський 6» / Марина Володимирівна Нарочинська (Брагіна), хірург
- 2017 — «Той, хто не спить» / Марецька
- 2017 — «Готель щасливих сердець» / Віра Плетньова
- 2017 — «Королева Марго» / Марія Пантелеєва
- 2018 — «Ангеліна» / Ангеліна
- 2018 — «Анатомія вбивства» / Анна Спиридонова
- 2018 — «Попереду день» / Мила
- 2018 — «Лікар Равлик» / Кіра Володимирівна Улітіна
- 2018 — «Лідія» / Лідія Нікітіна
- 2018 — «Моя зірка» / Марія Андріївна Ростова
- 2018 — «Від ненависті до любові» / Наталія Орлова
- 2019 — «Кохання не за правилами» / Марія Ільїна
- 2019 — «Кохання з ризиком для життя» / Ольга Скворцова
- 2018 — «Заради твого щастя» / Ірина
- 2019 — «Скліфосовський 7» / Марина Володимирівна Нарочинська
- 2019 — «Таємниця Марії» / Марія
- 2019 — «Таксистка» / Наталія
- 2020 — «Скліфосовський 8» / Марина Володимирівна Нарочинська
- 2020 — «Смерть в об'єктиві» / Христина Норська
- 2020 — «Теорема Піфагора» / Ірина Верещагіна
- 2021 — «Клініка усиновлення» (у виробництві) / Віра